# 盖尔谢
盖尔谢，是匈牙利佐洛州所辖的一个村，总面积22.45平方公里，总人口1075，人口密度47.9人/平方公里（2010年1月1日）。